# جليل فرد دين
جليل فرد دين هو لاعب كرة قدم ماليزي، ولد في 1933، وتوفي في 1992. لعب مع نادي بينانق.